# Ибиша (резерват)
Ибиша е поддържан резерват, заемащ източната част на дунавския остров Цибър, срещу устието на река Цибрица в река Дунав. Попада в землището на село Долни Цибър.
На 8 октомври 1984 г. е създаден резерват „Ибиша“, който на 15 октомври 1999 г. е прекатегоризиран в поддържан резерват. Има площ от 34,47 хектара. Опазват се характерни дунавски островни съобщества - заливни гори и блата, обитавани от защитени видове растения и животни.
Растителността е представена от заливни гори от черна елша, бяла и крехка върба и черна топола, в съчетание с изкуствени насаждения от топола. Подлесът е представен от различни видове къпини и лианоподобни растения. На територията на резервата се намира най-голямата смесена колония от корморани и чапли в България. Има важно световно значение за гнездящия малък корморан и едно от най-важните в България места за гнездене на нощната чапла и лопатарката.